# تفاح إنجليزي
تفاح إنجليزي (الاسم العلمي:Malus anglica) هو نوع غير مؤكد من النباتات يتبع جنس التفاح من الفصيلة الوردية.